# Heba Khamis
Pour les articles homonymes, voir Khamis (homonymie).
Heba Khamis, née en décembre 1988 à Alexandrie (Égypte), est une photojournaliste égyptienne.
Après avoir couvert les deux révolutions égyptiennes, elle s’oriente vers le documentaire et se concentre sur des questions sociales et humanitaires.
Reconnue pour sa capacité à travailler sur des sujets particulièrement intimes, son reportage sur la pratique du repassage des seins au Cameroun lui vaut le premier prix World Press Photo 2018 dans la catégorie enjeux contemporains,.
Elle vit entre l'Égypte et Amsterdam aux Pays-Bas.

## Biographie

### Études et débuts
Heba Khamis est née en décembre 1988 à Alexandrie. Elle étudie la peinture à la faculté des beaux-arts de l’université d'Alexandrie et passe un baccalauréat en 2011.

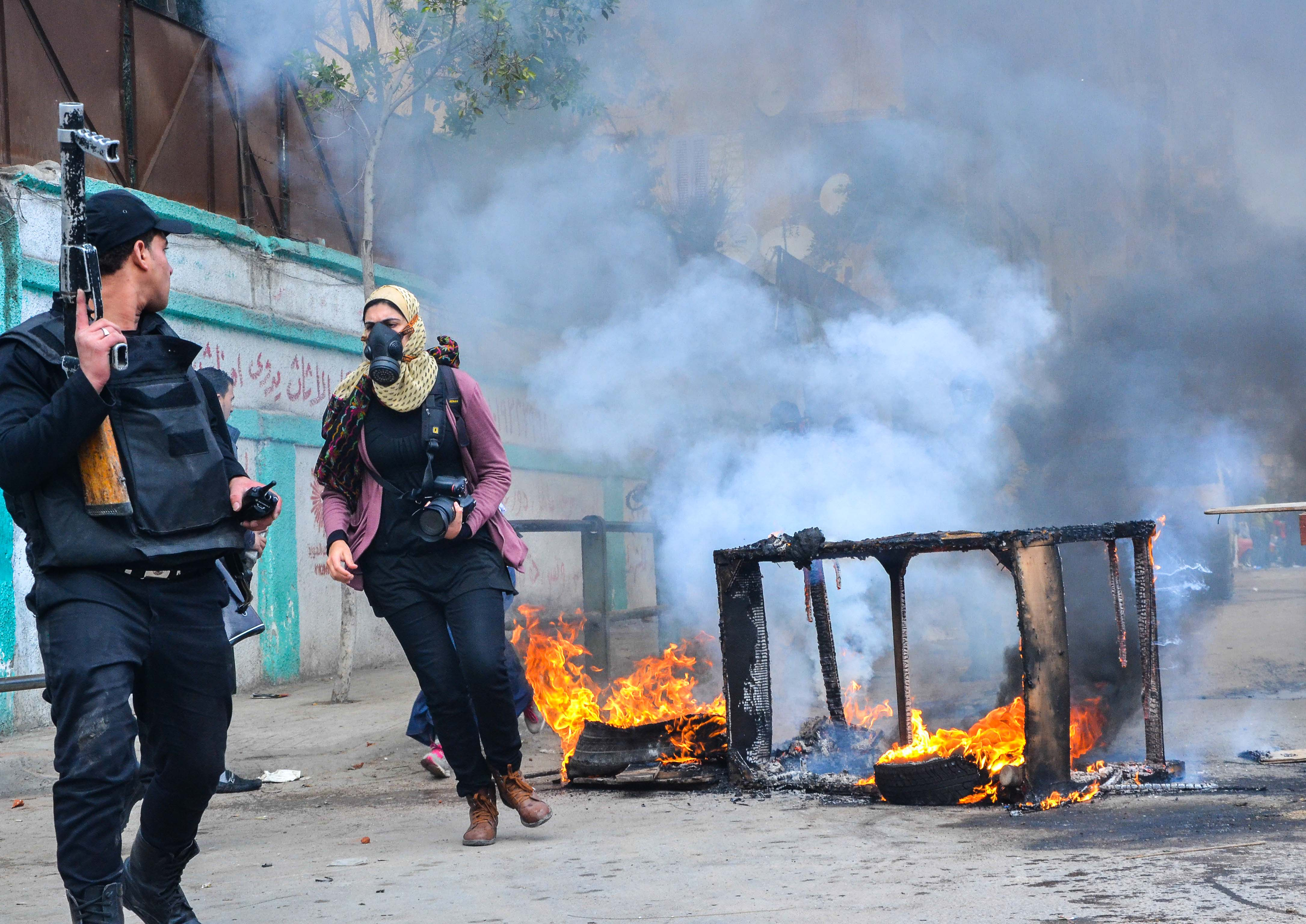
La photographe de presse Heba Khamis lors d'affrontements entre la police égyptienne et les Frères musulmans dans la région de Sidi Bishr à Alexandrie en Égypte.

Le printemps arabe lui fait changer d’orientation professionnelle. Elle qui a toujours rêvé d’avoir un appareil photo, abandonne les pinceaux et couvre les deux révolutions égyptiennes. « Après l’école, c’est le photojournalisme qui m’a choisi en quelque sorte… J’ai commencé lors de la révolution et j’ai fait les deux révolutions, 2011 et 2013. C’était dangereux et très dur, mais aussi très important de documenter ce moment-là ». Entre 2013 et 2016, elle travaille en tant que photographe indépendante pour les agences de presse Xinhua, communément appelée l’agence Chine nouvelle, European Pressphoto Agency (EAP), Associated Press (AP) et intègre les équipes de photographes du site internet Moheet.com et du journal El Tahrir.
Elle reprend ensuite ses études et obtient un premier diplôme de photojournalisme à l'école danoise des médias et du journalisme d’Aarhus en 2016, puis un second à la faculté des sciences appliquées et des arts de l’université de Hanovre en Allemagne en 2017. Elle est sélectionnée la même année pour participer au Joop Swart Masterclass de Word Press Photo.

### Carrière professionnelle
Heba Khamis s’oriente vers le documentaire après une mission de volontariat en Ouganda et se concentre sur des questions sociales et humanitaires.
À la fin de l’année 2016, elle démarre un projet au long cours sur le repassage des seins au Cameroun. Cette pratique traditionnelle consiste à masser ou presser les seins des filles pubères pour ralentir leur développement. Le repassage des seins est généralement effectué par la mère ou la grand-mère, à l’aide d’un objet chauffé. Son reportage Banned Beauty, traduit en français en Beauté interdite remporte le premier prix World Press Photo 2018 dans la catégorie enjeux contemporains.
En parallèle, elle réalise un second projet sur la prostitution de jeunes migrants en Allemagne. Elle fait le portrait d’un Allemand de 71 ans tombé amoureux d'un jeune Afghan de 21 ans.
Heba Khamis s'est également intéressée à la communauté transgenre en Égypte avec son projet Call Me Home.
Ses photos ont été publiées dans de nombreux journaux et magazines dont Le Monde, Jeune Afrique, Fisheye, 6 mois, Newsweek,,.

## Expositions majeures

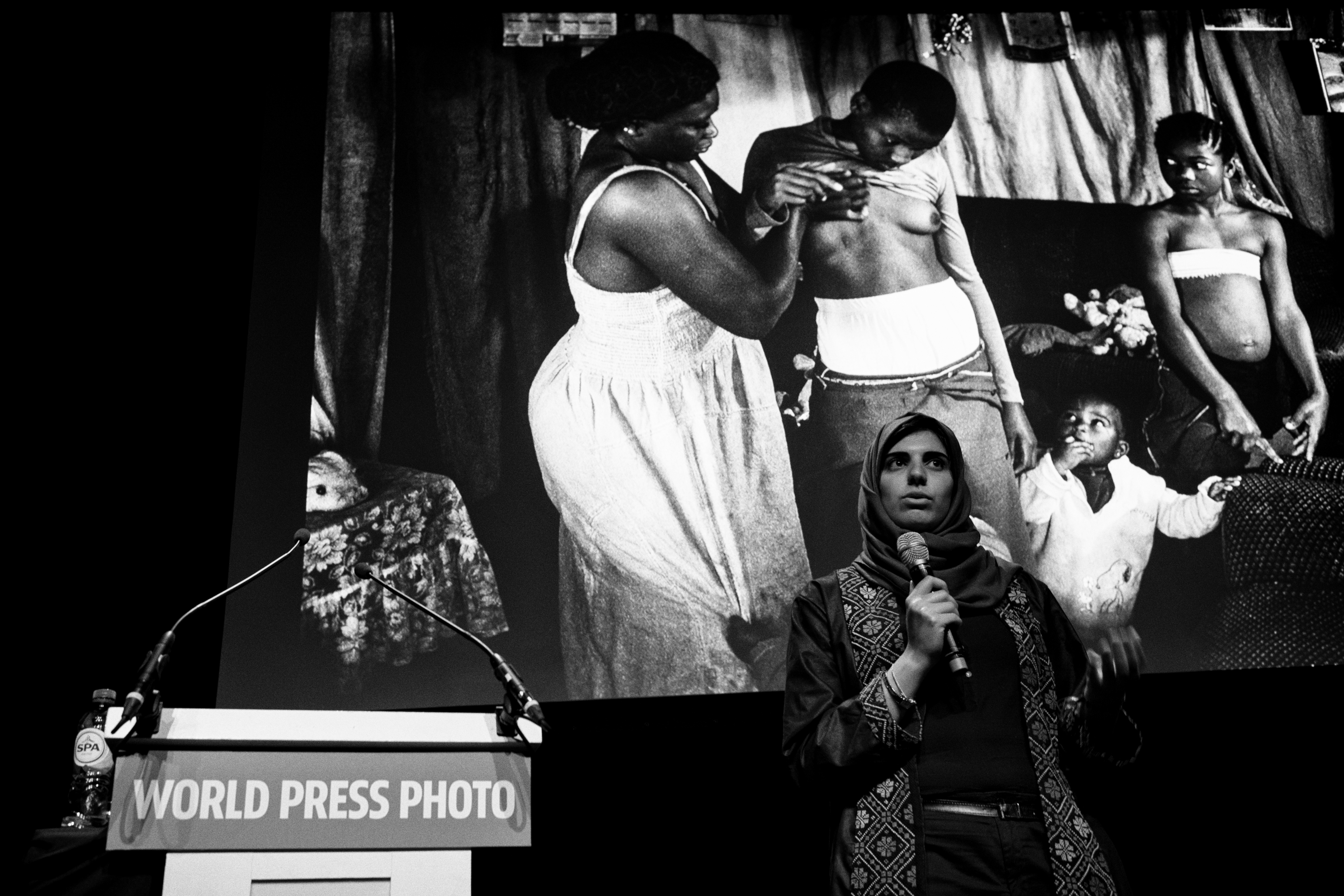
Heba Khamis sur la scène du festival World Press Photo 2018 à Amsterdam

- 2019 : Hakawi, Récits d’une Égypte contemporaine, Cité internationale des arts de Paris[10],[11]
- 2019 : exposition World Press Photo, diffusée dans 110 villes de 45 pays différents
- 2018 : Banned Beauty, DOCfield festival de Barcelone[12]
- 2018 : exposition World Press Photo.
- 2018 : festival international du photojournalism Vilnius Photo Circle, Lithuanie.

## Récompenses
- 2018 : premier prix World Press Photo dans la catégorie enjeux contemporains - Banned Beauty[13]
- 2019 : deuxième prix World Press Photo dans la catégorie portrait - Black Birds[14]